# En caída libre
En caída libre (en inglés: Falling Free) es una novela de ciencia ficción escrita por Lois McMaster Bujold, ambientada en el universo de la serie de Miles Vorkosigan; un aristócrata minusválido del planeta Barrayar, pero cuya trama se desarrolla unos 200 años antes del nacimiento de Miles.
La novela recibió el Premio Nébula y estuvo nominada al Premio Hugo.
Se afirma que Bujold tenía previsto escribir una segunda parte sobre el asentamiento de los cuadrúmanos en el "CuadruEspacio", aunque hasta el momento no se ha llevado a cabo.

## Argumento
Cuenta la creación de los "Cuadrúmanos", unos seres humanos modificados genéticamente para tener cuatro manos en lugar de dos manos y dos pies, y que fueron creados para vivir en estaciones espaciales, en ausencia total de gravedad. Legalmente, los cuadrúmanos no están clasificados como humanos, sino como "cultivos de tejido experimental post-fetal", y la poderosa compañía espacial Galac-Tech que los creó los trata como esclavos, con el propósito de comercializarlos como mano de obra barata. Su acceso a la información está estrechamente controlado, y se les puede ordenar que tengan bebés cuando necesitan más mano de obra.
Cuando una nueva tecnología de gravedad artificial los deja obsoletos, el director del experimento se plantea si matarlos o esterilizarlos, puesto que ya no es rentable mantenerlos. 
El ingeniero Leo Graf, asignado a su entrenamiento para la construcción de bases espaciales, se encuentra en la disyuntiva de seguir con su trabajo en la compañía, donde tiene buenas expectativas para prosperar, o ayudarles a rebelarse y escapar. Los cuadrúmanos, acostumbrados desde siempre a su situación, casi no tienen iniciativa en este sentido, así que Leo Graff, más que liderarlos, lo que tiene que hacer es enseñarles a ser libres. Finalmente, en una maniobra no completamente legal, los adopta y parten para colonizar un sistema solar inicialmente aislado, aunque gradualmente pasa a convertirse en una región importante en el Nexo.

## Cronología
Las fechas de publicación de los distintos relatos de la saga de Miles Vorkosigan no se corresponden con el orden cronológico interno de la trama. Con la excepción del relato corto Dreamweaver's Dilemma (que tiene lugar mucho antes de la época de Miles), este relato es el más antiguo.
| Precedido por:        | Serie:                    | Seguido por:        |
| --------------------- | ------------------------- | ------------------- |
| Dreamweaver's Dilemma | Serie de Miles Vorkosigan | Fragmentos de honor |